# Festival de Tierra Amarilla 2014
Le Festival de Tierra Amarilla 2014 est la 1re édition annuelle du Festival de Tierra Amarilla.

## Développement

### 1renuit
- Date: 10 janvier 2014

Artistes
- Pedro Fernández
- Zip Zup (humoriste)
- Noche de Brujas

### 2enuit
- Date: 11 janvier 2014

Artistes
- Américo
- Fanáticos del Humor (humoristes)
- Miranda!

## Audience
| 1 | Vendredi | 10 janvier | 1re nuit | 22:16 - 01:41 | 18,5 | Premier | (es) |
| 2 | Samedi   | 11 janvier | 2e nuit  | 22:15 - 01:45 | 15,1 | Premier | (es) |

     Épisode le plus regardé.

     Épisode moins visible.

### Sources
- (es) Cet article est partiellement ou en totalité issu de l’article de Wikipédia en espagnol intitulé « I Festival de Tierra Amarilla » (voir la liste des auteurs).